# Hình học hyperbol

Các đường thẳng qua một điểm P cho trước và tiệm cận với đường R

Một hình tam giác nằm trong một mặt phẳng hình yên ngựa (một paraboloid hyperbol), cùng với hai đường thẳng siêu song song phân kỳ

Trong toán học, hình học hyperbol (còn được gọi là hình học Bolyai - Lobachevsky hoặc hình học Lobasevski) là một hình học phi Euclide. Định đề song song của hình học Euclide được thay thế bằng:
Đối với bất kỳ đường thẳng R và điểm P không cho trên R, trong mặt phẳng chứa cả đường thẳng R và điểm P có ít nhất hai đường thẳng phân biệt qua P không cắt đường thẳng R.
(so sánh điều này với tiên đề của Playfair, phiên bản hiện đại của định đề song song của Euclid)
Hình học phẳng hyperbolic cũng là hình học của bề mặt yên và bề mặt giả, bề mặt có độ cong Gaussian âm không đổi.
Một ứng dụng hiện đại của hình học hyperbol là trong lý thuyết của thuyết tương đối đặc biệt, đặc biệt là không thời gian Minkowski và không gian gyrovector.
Khi các nhà hình học lần đầu tiên nhận ra họ đang làm việc với một loại hình học khác với hình học Euclide tiêu chuẩn, họ đã mô tả hình học của họ dưới nhiều tên khác nhau; Cuối cùng, Felix Klein đã đặt cho đối tượng cái tên hình học hyperbol để đưa nó vào hình học elliptic mà bây giờ hiếm khi được sử dụng (hình học cầu), hình học parabol (hình học Euclide) và hình học hyperbol. Ở Liên Xô cũ, môn hình học này thường được gọi là hình học Lobachevsky, được đặt theo tên của một trong những người phát hiện ra nó, nhà hình học người Nga Nikolai Lobachevsky.
Bài viết chủ yếu nói về hình học hyperbol 2 chiều (phẳng) và sự khác biệt và tương đồng giữa hình học Euclide và hình học hyperbol.
Hình học Hyperbolic có thể được mở rộng đến ba chiều trở lên; xem không gian hyperbol để biết thêm về các trường hợp ba chiều và cao hơn.